# Arthur Shrewsbury
Arthur Shrewsbury (* 11. April 1856 in New Lenton, Vereinigtes Königreich; † 19. Mai 1903 in Gedling, Vereinigtes Königreich) war ein englischer Cricketspieler, der zwischen 1881 und 1893 für die englischen Nationalmannschaft spielte.

## Aktive Karriere
Shrewsbury gab sein First-Class-Debüt für Nottinghamshire in der Saison 1875. Sein Debüt für die Nationalmannschaft gab er in der Saison 1881/82 in Australien. Im dritten Test der Serie gelang ihm ein Fifty über 82 Runs, was jedoch nicht zum Sieg reichte. Nachdem er im Sommer 1884 als beste Leistung 43 Runs gegen Australien erreicht hatte, wurde er für die Tour im folgenden Winter in Australien zum Kapitän erklärt. Dort erreichte er im zweiten Test wieder ein Fifty (72 Runs). Im abschließenden fünften Test der Serie gelang ihm dann sein erstes internationales Century über 105* Runs, womit er den Serien-Sieg sicherte. Im Sommer 1886 erzielte er dann ein weiteres Century über 164 Runs, womit er den Innings-Sieg gegen Australien einleitete. Er reiste dann auch als Kapitän in der Saison 1886/87, wo er den 2–0 Seriensieg anführte, aber mit seinen eigenen Leistungen nicht herausragte. Ein Jahr später gelangen ihm im einzigen Test der Ashes Tour 1887/88 44 Runs. Nebenbei organisierte er zusammen mit Alfred Shaw eine Tour der englischen Rugby-Union-Nationalmannschaft. Die Rugby Football Union weigerte sich jedoch und so reiste eine Mannschaft mit einem reduzierten Team im März 1888 zu einer Tour nach Neuseeland und Australien. Diese Tour ist heute als die erste der British and Irish Lions anerkannt.
Bei der Ashes Tour 1890 blieb er dann wieder schwach. Seine letzte Tour bestritt er im Sommer 1893 in England gegen Australien. Hier erzielte er im ersten Test ein Century über 106 Runs und ein Fifty über 81 Runs, doch der Test endete im Remis. Im zweiten Test half er dann mit einem weiteren Fifty über 83 Runs beim Innings-Sieg der englischen Mannschaft. In der folge spielte er nur noch im County Cricket, wo er für Nottinghamshire weiterhin erfolgreich war. Er gründete mit Alfred Shaw ein Sporthandels-Unternehmen, was jedoch nur mäßig erfolgreich war. Während der Saison 1902 wurden Spenden für ihn gesammelt und kurz nach Ende der Saison litt er unter Nierenschmerzen. Ärzte konnten keine Ursachen feststellen. Auch litt er an Depressionen und glaubte unheilbar Krank zu sein. Im April 1903 beging er dann Suizid.